# Relaciones China-Tonga
Las relaciones China–Tonga son las relaciones exteriores entre la República Popular China y el Reino de Tonga. Se establecieron oficialmente en 1998. Los dos países mantienen relaciones diplomáticas, económicas y militares cordiales.

## Contexto
Ocho estados de Oceanía reconocen a la República Popular China y seis a la República de China. Estas cifras fluctúan a medida que las naciones de las islas del Pacífico vuelven a evaluar sus políticas exteriores y, ocasionalmente, cambian el reconocimiento diplomático entre Pekín y Taipéi. En 2003, la República Popular de China anunció que tenía la intención de mejorar sus vínculos diplomáticos con el Foro de las Islas del Pacífico y aumentar el paquete de ayuda económica que proporciona a esa organización. En 2006, el Primer Ministro chino, Wen Jiabao, anunció que la República Popular China aumentaría su cooperación económica con los estados insulares del Pacífico. Ese país les proporcionaría más ayuda económica, aboliría los aranceles para las exportaciones de los países menos desarrollados, anularía la deuda de esos países, distribuiría medicamentos gratuitos contra la malaria y brindaría capacitación a dos mil funcionarios gubernamentales y técnicos de esos países. En 2006, Wen se convirtió en el primer ocupante de su cargo en visitar las islas del Pacífico.

## Situación de los tonganos chinos
En el 2000, el noble Tu'ivakano de Nukunuku prohibió todas las tiendas de comerciantes chinos en el Distrito Nukunuku. En 2001, la comunidad china de Tonga fue blanco de asaltos. El gobierno tongano decidió no renovar los permisos de trabajo de más de 600 comerciantes chinos, y declaró que la decisión fue en respuesta a la "ira generalizada por la creciente presencia de los comerciantes".
En los disturbios de Nukualofa de 2006, los manifestantes causaron daños importantes a propiedades de personas con origen chino.
Estos eventos no han afectado las relaciones entre ambos países.

## Relaciones actuales
Tonga reconoció a la República Popular China en 1998.
En 2001, ambos países anunciaron su decisión de fortalecer sus "relaciones militares". En 2008, China proporcionó a Tonga €340,000 en suministros militares.
A raíz de los disturbios de 2006, el Banco de Exportación e Importación de China otorgó a Tonga un préstamo de USD 118 millones. Gran parte de esto se usó para la construcción, y se pagó a empresas constructoras chinas.
En abril de 2008, el rey Jorge Tupou V, realizó una visita oficial a China. Según Xinhua, la agencia estatal noticias del país asiático, el monarca apoyó las medidas adoptadas para manejar el incidente en Lhasa. También se reunió con Liang Guanglie, el ministro de Defensa para "mejorar el intercambio y la cooperación entre los dos ejércitos".
En junio de 2009, se filtró un documento que envió la embajada de China en Nukualofa al Ministerio de Asuntos Exteriores de Tonga, en el cual se expresaba su preocupación por dos miembros de Falun Gong que estaban visitando el país para transmitir sus principios a los locales. Las autoridades chinas los describieron como antichinos, y pidieron al gobierno tongano que tomara "acciones inmediatas y apropiadas" ya que esto podía dañar la relación entre ambos países.  
En 2013, China entregó un avión Xian MA60 de 60 asientos a la aerolínea tongana Real Tonga. Esto causó cierta tensión entre Tonga y Nueva Zelanda, ya que la aerolínea neozeolandesa Air Chathams se retiró del reino para no enfrentar la competencia.  
El gobierno de Nueva Zelanda publicó un informe sobre la seguridad de los aviones MA-60.